# Húsavíkurvöllur
 (avril 2025).
Le Húsavíkurvöllur est un stade à multi-usages basé à Húsavík, en Islande. Il est principalement utilisé pour les rencontres de football. 
L'enceinte a une capacité de 1 000 places.
C'est le club du Völsungur Húsavík qui y dispute ses rencontres à domicile lors du championnat de football islandais.